# Beautiful Son
"Beautiful Son" är en låt av den amerikanska rockgruppen Hole, skriven av medlemmarna Courtney Love, Eric Erlandson och Patty Schemel. Låten släpptes på singel i april 1993 av skivbolaget City Slang men återfinns inte på något studioalbum. För att sammanfalla med låttexten valde Love en bild på sin make Kurt Cobain, på bilden sju år gammal, som skivomslag.
Det tredje spåret på singeln, "Old Age", skrevs ursprungligen av Cobain för sitt band Nirvana men slopades och färdigställdes aldrig, även om en demoversion utkom på samlingsboxen With the Lights Out, 2004.
Låten producerades av Jack Endino. Den har uppnått plats 54 på den brittiska singellistan.

## Låtlista
1. "Beautiful Son" (Love/Erlandson/Schemel) – 2:29
2. "20 Years in the Dakota" (Love/Erlandson/Schemel) – 2:54
3. "Old Age" (Cobain/Love) – 3:34

## Listplaceringar
| Lista (1993)           | Högsta position |
| ---------------------- | --------------- |
| Brittiska singellistan | 54              |